# Павлоградское восстание (1943)
Павлоградское восстание — вооружённое выступление коммунистического подполья против немецко-итальянского гарнизона в г. Павлоград. Произошло накануне занятия города частями Красной Армии в ходе зимнего наступления 1943.

## Предшествующие события
22 июня 1941 года немецкие войска напали на Советский Союз. Быстро продвигаясь по территории СССР, немцы уже к августу 1941 года достигли центральной Украины — 2 августа окружили части Юго-Западного и Южного фронтов Красной Армии («Уманский котёл»), захватив 4 августа город Кировоград и 8 августа — Умань.
Учитывая сложившееся положение, ЦК ВКП(б) и ЦК КП(б)У 18 и 19 июля издали директивы, определяющие Днепропетровскую область в числе прочих, которым угрожала оккупация.
Директивы также предусматривали создание на оккупированных и на прифронтовых территориях подпольных партийных организаций, партизанских отрядов и диверсионных групп. В короткое время обком создал подпольные организации и партизанские отряды, установил явки для связных и т. п.
Впервые на территорию области гитлеровцы ворвались 12 августа, захватив Верховцево. 13 августа были захвачены Пятихатки, 15 августа — Кривой Рог, 17 августа — Никополь.
В конце сентября, после битвы за Днепропетровск, немцы начали продвигаться на восток и 11 октября 1941 года заняли Павлоград, а вскоре и всю Днепропетровскую область.
Созданный Павлоградский партизанский отряд сосредоточился на своей базе в Орловщинском лесу и действовал с 5 октября по 26 декабря 1941 года. Партизаны уничтожали мелкие группы солдат противника, взрывали мосты на дорогах между Днепропетровском, Перещепино и Васильковкой. Во второй половине декабря немцы окружили и прочесали лес, в бою с ними часть партизан (в том числе, командир отряда П. К. Кабак и комиссар Г. Д. Ковнат) была уничтожена, а уцелевшие «растворились» среди местного населения. Кое-кто из них вошёл в подполье.
Подпольем руководил Павлоградский подпольный горком.
С начала оккупации подполье начало массово-политическую работу с населением (распространяли листовки и сводки Совинформбюро, проводили беседы), в которой призывали население к сопротивлению, саботажу и диверсиям. 
Некоторые подпольщики были внедрены в оккупационные учреждения, в том числе в путевую жандармерию и полицию (это позволило своевременно узнавать о проводимых оккупационными властями мероприятиях, в том числе о обысках, облавах и арестах).
В мае 1942 Днепропетровский подпольный обком отдал павлоградской подпольной организации приказ усилить работу по созданию боевых групп и готовиться к вооружённому восстанию. Восстание было решено начать при приближении к городу советских войск.
К концу 1942 года подрывная деятельность подпольщиков активизировалась: под Сталинградом гибла немецкая 6 армия, вермахт нуждался в подкреплениях, но подпольщики старались этого не допустить: в сентябре была подожжена нефтебаза, в октябре на территории завода № 55 — подорвано 2 склада с оружием и боеприпасами; были пущены под откос эшелоны на станциях Домаха и Зайцево, в самом городе (улица Советская) — подорван склад с боеприпасами. Была порвана телефонная связь со штабом 6-й немецкой армии, а также телефонная линия Лозовая-Павлоград-Днепропетровск.
28 января 1943 года началось советское наступление из района Сталинграда. Войска Южного фронта в середине февраля были остановлены на рубеже реки Миус. Так называемый Миус-фронт предотвратил наступление РККА на запад.
Более успешно развивалось наступление Юго-Западного фронта, который вышел к реке Северский Донец и нанёс удар в юго-западном направлении с целью отрезать немцев в Донбассе от Днепровских переправ.

## Подготовка к восстанию
Подготовкой восстания в Павлограде занимались Днепропетровский подпольный обком и Павлоградский подпольный горком. 
Руководством формирования групп занимались секретарь обкома Д. Г. Садовниченко и секретарь горкома А. П. Караванченко.
В составе подпольной организации были созданы 19 боевых групп, объединившие около 500 человек.
- на городской электростанции была создана группа из 10 человек[4]
- на верёвочном заводе - группа под командованием Г. К. Яценко из 10 человек[4]
- на лубзаводе - группа под командованием П. И. Потюгова из 6 человек[4]
- на артиллерийском полигоне - группа под командованием И. И. Соколовского из 13 человек[4]

Боевые группы были вооружены при помощи подпольщиков: лейтенанта С. А. Чумака и К. А. Таблер (устроившихся на службу в подразделение путевой жандармерии). 
Во второй половине декабря 1942 года боевые группы объединились в единую организацию под единым командованием. Командиром боевой организации стал майор П. О. Кравченко, комиссаром - С. С. Прибер, начальником штаба - ст. лейтенант К. В. Рябой.
Подпольщики разработали план действий, который предусматривал:
- сосредоточить все боевые группы в Павлограде к 10 февраля 1943;
- начать восстание в ночь с 13 на 14 февраля отрядом путевой жандармерии;
- при помощи ещё 6 групп захватить и удержать центр города.[8]

10 февраля 1943 подпольный штаб отдал приказ сосредоточить все боевые группы в городе. Начало восстания в Павлограде было назначено на 13 февраля 1943 года.

## Восстание
13 февраля 1943 три группы подпольщиков под командованием А. И. Нестеренко и С. А. Чумака (58 человек) из числа работающих в полиции были сосредоточены в здании кожевенного завода (на углу улиц Песчаная и Шевченко в центре города). Они должны были начать восстание, но были замечены и открыли огонь по итальянским патрульным. Завод был окружен оккупационными войсками. Бой продолжался несколько часов, окружённые отвлекли на себя свыше 300 солдат и офицеров, но в результате большинство подпольщиков погибли, хотя некоторые сумели прорваться из окружения.
Восстание было сорвано. Оккупационные власти начали «зачистку» города. Но к городу уже подходили советские войска, и кое-где уже происходили стычки и перестрелки советских разведчиков с противником.
15 февраля 1943 в Павлоград вернулась отправленная к линии фронта связная горкома О. В. Куликова, вместе с которой прибыл офицер связи - капитан Андросов из штаба 4-го гвардейского стрелкового корпуса РККА. Они сообщили, что части корпуса достигнут города 16-18 февраля 1943.
Ночью 16 февраля передовые части РККА начали бои на окраине города. 
В это же время с одновременного выступления всех боевых групп подполья началось восстание в городе.
Группа подпольщиков во главе с М. В. Беляшовым и А. Г. Кузнецовым заняли управу и здание гестапо. На городской управе был установлен красный флаг. Около 300 освобождённых из тюрьмы заключённых присоединились к подпольщикам. Группа лейтенанта Луценко заняла почту и телеграф. Ещё четыре группы завязали уличные бои.
Группа села Городище обстреляла итальянскую колонну, которая с комендантом города генералом Марио Карлони отступала на Днепропетровск.
Уже утром 17 февраля 1943 года в Павлоград вступили подразделения 35-й гвардейской стрелковой дивизии 4-го гвардейского стрелкового корпуса. В этот же день город был освобождён от оккупантов.
Развивая успех восстания, подпольщики и партизаны из отряда В. Г. Фесенко выбили силы противника из сёл Межиречи и Петропавловка.
Члены боевых групп организовали охрану военных и гражданских объектов города, промышленных предприятий. В день освобождения Павлограда заработали радио, пекарня, столовые. Были созданы и начали работу органы местной власти.

### Подавление восстания
Наступление Красной Армии продолжалось, и к 20 февраля советские войска подошли к ст. Синельниково, вышли на подступы к Днепропетровску, Запорожью и Краснограду.

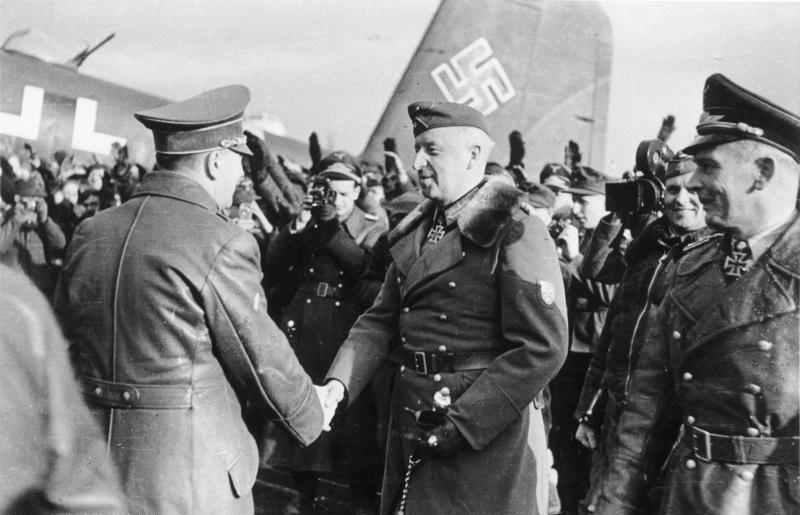
Встреча Гитлера и Манштейна в Запорожье

17 февраля Гитлер прилетел в Запорожье. Там он встретился с одним из лучших стратегов и командиров вермахта — Эрихом фон Манштейном. Генерал-фельдмаршал предложил фюреру план контрнаступления, где предлагалось силами 2-го корпуса СС и 4-й танковой армией ударить с севера и юга на Павлоград, после чего наступать на Лозовую — в направлении Харькова.
Гитлер сначала отказался верить, что в районе Павлограда сосредоточены большие силы противника и Красная Армия движется к Днепру. 18 февраля ему доложили снова, что противник уже занял Павлоград, итальянцы, оборонявшие город, — разбиты, а советские войска уже в 60 километрах от Запорожья.
Фюрер согласился с планом контрнаступления и в тот же день отбыл. 
18 - 20 февраля 1943 года немецкая авиация бомбила Павлоград, в это же время самолёты люфтваффе бомбили Межиречи и Петропавловку.
19 февраля 1943 началось наступление вермахта. Под угрозой окружения и разгрома советские войска были вынуждены отходить на восток, за реку Северский Донец.
Часть подпольщиков и участников восстания вошла в состав подразделений РККА и отступила вместе с войсками; часть - отступила в Богуславский лес, где создала партизанский отряд; некоторые подпольщики вновь перешли на нелегальное положение и остались в городе для действий в подполье.
22 февраля 1943 в Павлоград вступили немецкие передовые танковые подразделения.

### Итог
Восстание было организовано для поддержки наступающей Красной Армии, после так называемой Второй битвы за Харьков.
День начала подавления восстания и наступления Манштейна на восток (19 февраля) стал днём начала Третьей битвы за Харьков, в результате которой были разбиты 52 советские дивизии, снова захвачены Харьков и Белгород.
Павлоград был освобождён 18 сентября 1943 года после успешно проведённой Красной Армией Донбасской операции.